# Земляной волк
Земляной волк (лат. Proteles cristatus) — вид африканских млекопитающих из семейства гиеновых. Традиционное название этого вида на африк. Aardwolf означает «земляной волк» и отражает его привычку обитать в норах.
Впервые вид описал, после посещения Южной Африки, ученик Линнея Андерс Спаррман, и отнёс его к циветам. Позже молодой французский натуралист Изидор Жоффруа Сент-Илер отнёс земляного волка к отдельному, новому роду.
Родовое название Proteles образовано от др.-греч. προ- +τελήεις/τέλειος «спереди завершённый»: у земляного волка на передних лапах по 5 пальцев. Название вида от лат. cristatus — «хохлатый».

## Внешний вид
Невзирая на внешнее сходство с полосатой гиеной, размеры земляного волка и некоторые характерные особенности окраски и анатомии позволяют легко отличать его от последней. Земляной волк вдвое мельче настоящих гиен: длина его тела всего 55—95 см, длина хвоста — 20—30 см, высота в плечах — 45—50 см. Взрослые особи весят от 8 до 14 кг, в зависимости от сезонной доступности пищи. Полового диморфизма в размерах не наблюдается. Другим отличием от гиен является наличие у земляного волка 5 (а не 4) пальцев на передних лапах.
Телосложение у земляного волка более хрупкое, чем у настоящих гиен; конечности высокие и довольно тонкие, шея длинная. Передние конечности длиннее задних, однако покатость спины не так выражена, как у гиен. Голова похожа на собачью, удлинённая, с узкой мордой. Волосяной покров густой, состоит из длинной грубой ости и мягкого, извитого подшерстка. Удлинённые волосы, растущие от затылка до крупа, образующие гриву, которая в случае опасности поднимается дыбом, заставляя земляного волка выглядеть крупнее. Волосы, растущие на верхней части тела земляного волка, — самые длинные среди хищных млекопитающих: от 7 см на затылке до 20 см на плечах и 16 см на хвосте.
Окрас шерсти светлый, от желтовато-серого до рыжеватого; горло и нижняя часть тела бледнее, серовато-белые. Контрастные узоры обычно состоят из 3 поперечных и 1—2 диагональных чёрных полос на боках и множества поперечных полос на лапах, которые в проксимальных отделах конечностей сливаются в сплошное чёрное поле. Хвост пушистый, в чёрных пестринах; конец хвоста чёрный. На шее также иногда заметны чёрные полосы и пятна. На морде волосы короткие (10—15 мм) и редкие, серого цвета; конец морды оголённый и чёрный.
Пальцев на передних конечностях — 5, на задних — 4; они снабжены мощными невтяжными когтями. Походка пальцеходящая. Глаза довольно крупные; уши большие и заострённые. Язык широкий; слюна, выделяемая крупными подчелюстными железами, как и у всех термитофагов, клейкая. Челюсти земляного волка, вопреки некоторым утверждениям, непропорционально сильные, с острыми клыками, однако в связи с особенностями его питания коренные зубы упрощённые и редко расположенные. Мощная жевательная мускулатура и острые клыки необходимы земляным волкам для схваток с соперниками и потенциальными хищниками. Хорошо развиты анальные железы, структурой похожие на аналогичные железы у полосатой и пятнистой гиен. У самок 2 пары паховых сосков. Диплоидное число хромосом 40.

## Распространение
Земляной волк встречается в Восточной и Южной Африке. Его ареал разорван тропическими лесами Замбии и Южной Танзании, где данный вид не водится. Таким образом, одна популяция земляного волка обитает в Южной Африке (ЮАР, Лесото, Свазиленд, Намибия, Ботсвана, Зимбабве, Южная Ангола, Южная Замбия и Юго-Западный Мозамбик). Другая, более северная, популяция встречается от Центральной Танзании через Северо-Восточную Уганду, Кению, Сомали, вдоль побережья Эфиопии, Эритреи и Судана вплоть до юго-восточной оконечности Египта. Отсутствует на большей части территории Замбии, в Южной Танзании и в Западной Африке. Имеются единичные неподтверждённые сообщения о его присутствии в ЦАР и Бурунди.
Географически различают 2 подвида земляных волков:
- Proteles cristatus cristatus (Sparrman, 1783) из Южной Африки,
- Proteles cristatus septentrionalis (Rothschild, 1902) из Восточной и Северо-Восточной Африки[7].

## Образ жизни
Обитает на открытых сухих равнинах (с ежегодным уровнем осадков 100—800 мм), встречается в сельскохозяйственных угодьях. Гористых местностей и пустынь избегает. Не встречается также в сухих тропических лесах (миомбо). Ареал в целом совпадает с распространением термитов семейства Hodotermitidae, населяющих травянистые равнины и саванны. Держатся земляные волки поодиночке, хотя обычно живут моногамными семейными парами. Агрессивно защищают от вторжения свои кормовые территории, размеры которых в зависимости от доступности пищи варьируют от 1 до 4 км². Как правило, на каждой кормовой территории находится около 3000 термитников, в среднем по 55 000 насекомых в каждом. Границы кормового участка по периметру метятся желтовато-оранжевыми выделениями анальных желёз, которые на воздухе из-за окисления быстро приобретают чёрный цвет. Внутри участков, возле логов и уборных также ставятся пахучие метки. Территорию метят как самцы, так и самки, хотя самцы делают это чаще.
Активен земляной волк в сумерках и по ночам, только в Южной Африке зимой переходит к дневной активности, что соответствует поведенческим паттернам его основной пищи, термитов. В Северо-Капской провинции его активность начинается через 0,5—1 ч после заката и заканчивается за 1—2 ч до рассвета; зимой (с мая по август) активность часто начинается за 1—2 ч до рассвета, продолжаясь, пока температура воздуха не упадёт ниже 9˚C. На кормёжке земляной волк движется со скоростью ок. 1,7 км/ч, за ночь покрывая 8—12 км (летом) или 3—8 км (зимой). Днём земляной волк обычно скрывается в подземных убежищах, обычно в старых норах трубкозубов (которые строятся неподалёку от термитников), а также в пустующих норах дикобразов (Hystrix africaeaustralis) и долгоногов. Способен рыть и собственные норы. На занимаемой земляным волком территории может быть до дюжины логовищ, которые в среднем занимаются по 6—8 недель, после чего сменяются.
В отличие от настоящих гиен, земляной волк питается не падалью, а термитами и изредка — другими насекомыми и их личинками (в частности жуками-мертвоедами, которых он собирает на трупах животных) и паукообразными. Основу его рациона составляют термиты родов Trinervitermes: T. bettonianus в Восточной Африке, T. rhodesiensis в Зимбабве и Ботсване и T. trinervoides в Южной Африке. В Южной Африке зимой его рацион дополняется термитами Hodotermes mossambicus, которые ведут дневной образ жизни (что обуславливает смену земляным волком ночной активности на дневную); в Восточной Африке в сезон дождей, когда T. bettonianus менее активны, — другими термитами, преимущественно родов Odontotermes и Macrotermes. Несмотря на изменения в рационе, южноафриканские земляные волки зимой (июнь-июль) переживают период голодания, теряя до 20 % веса тела. Зима также является периодом самой высокой смертности среди молодняка. В отличие от других термитофагов, земляной волк не разрушает термитники, но ждёт, пока термиты выйдут на поверхность и слизывает их с почвы, используя свой широкий клейкий язык. Это обуславливает особенности его рациона: Trinervitermes — единственные термиты, которые в течение большей части года регулярно выходят кормиться на поверхность. Один земляной волк за ночь способен съесть от 200 000 до 300 000 термитов, что в год составляет порядка 105 000 000 термитов. Земляные волки практически не имеют пищевых конкурентов — другие виды-термитофаги (трубкозуб, большеухая лисица) поедают термитов рода Trivitermes намного реже.
Изредка земляной волк ловит мелких грызунов и птиц, гнездящихся на земле, или поедает их яйца. В его рационе есть место и для растительной пищи. Не зависит от источников воды, получая жидкость из термитов. Единственное время, когда земляные волки отыскивают источники воды, — это затянувшиеся холодные периоды зимы. Кормятся земляные волки исключительно в одиночку; вместе со взрослыми особями на кормёжке можно наблюдать только подросших детёнышей, но уже 4-х месячные детёныши большую часть времени кормятся поодиночке.
Хорошо развиты обоняние и слух. Земляной волк использует несколько типов коммуникации (голосовой, визуальный, осязательный и с помощью запахов). Земляные волки, как правило, молчаливы. Голосовые сигналы, заключающиеся в потявкивании и рычании, служат проявлением агрессии по отношению к противнику. Во время стычек с противниками земляные волки поднимают гриву на спине дыбом. По некоторым сведениям, одним из средств защиты им служит разбрызгивание выделений анальных желез, однако этому нет надёжных свидетельств.

## Размножение
Земляные волки образуют моногамные пары. Однако, если самец неспособен защитить свою территорию, самка спаривается с другим, более доминантным самцом, хотя потомство позднее охраняет её постоянный партнёр. Течка у самок происходит в конце июня — начале июля (Северо-Капская провинция). Спаривание продолжается до 4 часов, самки остаются рецептивными от 1 до 3 дней — таким образом, у детёнышей может быть смешанное отцовство. Если оплодотворения не происходит, самка повторно входит в эструс.
Беременность длится примерно 90 дней, самка приносит 2—4 детёнышей (хотя в зоопарках наблюдались помёты из 1—5 детёнышей). В Южной Африке детёныши рождаются с октября по декабрь; в более тёплых северных районах (Ботсвана, Зимбабве) сезон размножения менее выражен Детёныши на протяжении 3—4 недель остаются в логове; логова меняются примерно 1 раз в месяц. Потомством занимаются оба родителя. На протяжении 3 месяцев самец охраняет территорию от хищников и порядка 6 часов сторожит логово по ночам, пока самка кормится. В течение жизни самки, чьи логова охранялись самцами, в среднем приносили по 1,5 детёныша в год, что в 3 раза больше, чем у одиноких самок.
До 9 недель детёныши не удаляются более чем на 30 м от логова. 12-недельные детёныши начинают сопровождать родителей на кормёжке, но по-прежнему не удаляются более чем на 300—500 м от логова. К 4 месяцам молочное вскармливание прекращается и молодняк переходит на самостоятельное кормление, однако остаётся вместе с родителями до следующего сезона размножения, то есть на протяжении 1 года. К 2 годам молодые земляные волки достигают половой зрелости.
В неволе продолжительность жизни — 13—15 лет; в природе точно неизвестна, предположительно, около 10 лет. Основными врагами земляных волков являются чепрачные шакалы, которые убивают как детёнышей, так и взрослых особей. Также на них охотятся другие гиены, львы и леопарды.

## Статус популяции
Аборигены традиционно охотятся на земляных волков ради мяса и меха. Этот вид повсеместно редок, однако не относится к числу вымирающих. Наблюдения за ним затруднены ночным образом жизни и общей скрытностью этого животного. Основную угрозу для него представляют нападения собак, дорожные инциденты и отравления ядовитыми веществами, используемыми против насекомых-вредителей. Земляные волки играют заметную роль в контроле за популяциями термитов. В списке Международной Красной книги земляной волк имеет статус Lower Risk: Least Concern.

## Статьи
- Aardwolf на сайте Blue Planet Biomes.